# Chlanidota palliata
Chlanidota palliata is een slakkensoort uit de familie van de Buccinidae. De wetenschappelijke naam van de soort is voor het eerst geldig gepubliceerd in 1908 door Strebel.